# The Locos
The Locos je ska punková hudební skupina založená v Madridu (Vallecas) v roce 2005. Bývá zařazena jako politická, silně levicově založená, anarchistická hudební skupina.[zdroj⁠?!]
V roce 2012 vystoupila i v České republice na festivalu Mighty Sounds v Táboře, opět zde hrála i v roce 2016 a v roce 2024.

## Členové
- Pipi - zpěv (také člen Ska-P)
- Niño - kytara
- Tommy - baskytara
- Ivan - bicí
- Luis Fran - trumpeta
- Fer - kytara
- Zampa - saxofon

## Diskografie
- Jaula de Grillos (2006)
- Energía inagotable (2008)
- Tiempos Difíciles (2012)